# 1044
1044 (MXLIV) je bilo prestopno leto, ki se je po julijanskem koledarju začelo na nedeljo.

## Dogodki
- 19. april - Po smrti lotarinškega vojvode Gozela I., ki mu je uspelo za kratek čas ponovno združiti Zgornjo in Spodnjo Loreno, oblast v Zgornji Loreni ohrani najstarejši sin Godfrej III.. Godfrejev prevzem oblasti v Spodnji Loreni onemogoči nemški kralj Henrik III., ki Spodnjo Loreno preda v fevd Frideriku Luksemburškemu.
- 5. julij - Bitka pri Rabi: nemška vojska pod vodstvom Henrika III. premaga madžarsko pod vodstvom Samuela Abe. Henrikova vojska je bila glede na zgodovinska poročila maloštevilna in ji ne bi prisodili uspeha, a se je izkazala z disciplino in okretnostjo. Po porazu je bil Samuel Aba obglavljen, Petru Oresolu vrnjeno kraljestvo, ki je za ceno pomoči (začasno) postalo vazalni del Svetega rimskega cesarstva.
- september - V Rimu se ponovno dvignejo Krescenciji in odstavijo ter izženejo Benedikta IX., ki se po pomoč zateče k nemškemu kralju Henriku III. 1045 ↔
- Burmanski kralj Anawrahta Minsaw osnuje Pagansko kraljestvo.
- Dinastija Song: objavljen  je vojni priročnik »Zbirka najvažnejših vojnih tehnik« (Wujing Zongyao). Tematika tega dela je izjemno široka, npr. igradnje bojnih ladij, katapultov, repetirnega samostrela, plamenometavcev, uporabe kompasa. Obširno tudi piše o formuli za smodnik, poleg žvepla, oglja in solitra še z raznimi dodatki, ki povečajo učinek bombe, npr. z uporabo strupov.
- Na prestolu tamilskega imperija Čola umrlega Radžendro I. zamenja Radžadhiradža Čola.

## Rojstva
Neznan datum
- Geza I., ogrski kralj († 1077)
- Vladislav I. Herman, poljski vojvoda († 1102)

## Smrti
- 19. april - Gozelo I. Lotarinški, vojvoda Spodnje Lorene, vojvoda Zgornje Lorene (* 967)
- 5. julij - Samuel Aba, ogrski kralj

Neznan datum
- Radžendra I., vladar tamilskega čolskega imperija